# Phytomyza clematicaulis
Phytomyza clematicaulis is een vliegensoort uit de familie van de mineervliegen (Agromyzidae). De wetenschappelijke naam van de soort is voor het eerst geldig gepubliceerd in 1958 door Hering.